# Axel Liljefors
Axel William Liljefors, tidigare Liljefors Jansson, född 29 augusti 1997 i Stockholm, är en svensk sångare och musikproducent.
Liljefors har sedan år 2015 varit en av gruppmedlemmarna i musikgruppen Hov1. Han har under sin tid i gruppen gått under smeknamnet "Jiggy", samt agerat som dess ansvariga producent.
Axel Liljefors är sambo med Linn Du Rietz, och de fick 2022 en dotter tillsammans.